# Suno, Piemonte
Suno är en ort och kommun i provinsen Novara i regionen Piemonte i Italien. Kommunen hade 2 765 invånare (2018).